# Neolimnia castanea
Neolimnia castanea är en tvåvingeart som först beskrevs av Frederick Wollaston Hutton 1904.  Neolimnia castanea ingår i släktet Neolimnia och familjen kärrflugor. Inga underarter finns listade i Catalogue of Life.